# Grevskabet Holsten-Plön
Grevskabet Holsten-Plön var et grevskab oprettet ved delingen af Grevskabet Holsten-Itzehoe i 1295. Grevskabet gav anledning til den såkaldte Plön-linje inden for det Schauenburgske hus. Linjen uddøde med Adolf 7. i 1390.
Efter Gerhard 2.s død herskede Gerhard 4. og hans yngre halvbroder Johann 3. i fællesskab over Holsten-Plön. I 1314 solgte Gerhard 4. sin andel til Johann 3., som der efter alene var greve over Holsten-Plön. Han erobrede sammen med Gerhard 3. Holstein-Kiel. Da i 1390 Plön-linjen uddøde, faldt Holsten-Plön og Holsten-Kiel til grev Nikolaus af Holstein-Rendsburg (død 1397) og dennes nevø grev Gerhard 6. af Holsten-Rendsburg (død 1404).

## Grever af Holsten-Plön
Følgende grever herskede over Grevskabet Holsten-Plön:
- 1295 – 1312 Gerhard 2. kaldet den Blinde (1253-1312), fra 1293 gift med Agnes af Brandenburg (født efter 1255-1304), datter af Johann 1. (Brandenburg)
- 1312 – 1314 Gerhard 4. (død før 1320), domprovst i Lübeck 1300–1311
- 1312 – 1359 Johann 3. kaldet den Milde (ca. 1296-1359), tillige greve af Holsten-Kiel fra 1316 og herre til Fehmarn fra 1326
- 1323 – 1350 Gerhard 5. (ca. 1315-1350) blev aldrig hersker men var godsejer og domherre (kanonikus) i Lübeck
- 1359 – 1390 Adolf 7. († 1390), tillige greve af Holsten-Kiel fra 1316 og herre til Fehmarn